# Arette
Arette (Arèta nel dialetto del Béarn) è un comune francese di 1 165 abitanti situato nel dipartimento dei Pirenei Atlantici nella regione della Nuova Aquitania.

## Geografia fisica
Il territorio comunale è attraversato dal fiume Vert e da alcuni suoi affluenti.

### Comuni limitrofi
- Aramits a nord
- Lourdios-Ichère ed Issor ad est
- Lanne-en-Barétous ad ovest
- Lées-Athas ed Osse-en-Aspe a sud-est
- Sainte-Engrâce a sud-ovest

Arette è inoltre un comune frontaliero con la Spagna e confina con il comune della Navarra, Isaba, che è sito a sud.

## Società

### Evoluzione demografica
Abitanti censiti